# Chilgatherium
Chilgatherium ("Chilga zvijer" po lokalitetu u kojem je pronađena) najraniji je i najprimitivniji predstavnik roda Deinotheriidae. Poznato je iz kasnih oligocenskih (prije 27-28 milijuna milijuna godina) fosilnih zuba pronađenih u Etiopiji, u woredi Chilga. Do sada je pronađeno samo nekoliko kutnjaka, ali oni su dovoljno različiti da se ova životinja može pouzdano identificirati. Zubi se razlikuju od zuba Prodeinotherium, Deinotherium u raznim detaljima, dovoljno da se pokaže da je ovo različita vrsta životinja, a smještena je u vlastitu potporodicu. U usporedbi s kasnijim deinoterama, "Chilgatherium" je bio prilično malen, visok oko 2 metra u ramenima i težio je oko 1.5 tona Nije poznato je li iamao karakteristične kljove na donjoj čeljusti kakve su imali kasniji rod Deinotherium.
Chilgatherium je izumro prije ranog miocena, gdje se umjesto njega javlja Prodeinotherium.